# Vulcanoctopus hydrothermalis
Vulcanoctopus · Poulpe thermal
Genre
Espèce
Statut de conservation UICN

 LC  : Préoccupation mineure
Vulcanoctopus hydrothermalis, le Poulpe thermal, unique représentant du genre Vulcanoctopus, est une espèce de petites pieuvres benthiques de la famille des Enteroctopodidae.

## Répartition et habitat
Vulcanoctopus hydrothermalis vit le long de la dorsale est-Pacifique, à la frontière des plaques Pacifique, Cocos et Nazca. On le trouve souvent à proximité des colonies de vers tubicoles géants.

## Description
La morphologie de V. hydrothermalis présente des traits inhabituels pour une pieuvre, en raison d'adaptations sélectionnées pour les eaux profondes, comme l'absence de poche du noir. Ses bras dorsaux sont plus longs que les bras ventraux et comportent des ventouses bisériales. Sa longueur totale moyenne est de 184 mm.

## Comportement
Le ratio d'individus récupérés est biaisé en faveur des mâles, ce qui indique un nombre moins élevé de femelles ou une ségrégation spatiale par sexe. Sa principale réaction de défense est de se figer sur place. Si nécessaire, la défense secondaire consiste à s'éloigner du fond puis à redescendre. V. hydrothermalis utilise ses bras avant (I dorsal et II dorsolatéral) pour se frayer un chemin, détecter et attraper des proies, tandis que les bras arrière (III ventrolatéral et IV ventral) supportent son poids et le font avancer. Il n’a pas été observé que cette espèce utilise la propulsion à réaction.

## Proie
Ses proies confirmées sont l'amphipode Halice hesmonectes et les crabes, qui seraient l'une de leurs principales sources de nourriture.

## Classification
Le genre Vulcanoctopus et l'espèce Vulcanoctopus hydrothermalis ont été décrits en 1998 par Ángel F. González (d) et Ángel Guerra (d) dans une publication coécrite avec Santiago Pascual (d) et Patrick Briand (d).
Ce taxon porte en français les noms vernaculaires ou normalisés suivants : Poulpe thermal.
Vulcanoctopus hydrothermalis a pour synonyme :
- Muusoctopus hydrothermalis (González & Guerra, 1998)

## Étymologie
Le nom générique, Vulcanoctopus, est la combinaison du latin Vulcanus, « le dieu du feu et des forgerons », en référence à l'activité volcanique de son lieu de découverte, et du genre Octopus.
Son épithète spécifique, hydrothermalis, fait référence à la forte température des eaux sortant des sources hydrothermales.

## Publication originale
- (en) Angel F. González, Angel Guerra, Santiago Pascual et Patrick Briand, « Vulcanoctopus hydrothermalis gen. et sp. nov. (Mollusca, Cephalopoda): an octopod from a deep-sea hydrothermal vent site », Cahiers de biologie marine, vol. 39,‎ 1998, p. 169-184 (ISSN 0007-9723 et 2262-3094, OCLC 1538032 et 812538577, DOI 10.21411/CBM.A.EF2F0483, lire en ligne).